# Asian and Oceanian Stock Exchanges Federation
Federacja Giełd Papierów Wartościowych Azji i Oceanii (ang. Asian and Oceanian Stock Exchanges Federation, AOSEF) – federacja giełd papierów wartościowych, która stowarzysza obecnie 19 giełd.
Federacja została utworzona w 1982 roku jako nieformalna organizacja pod pierwotną nazwą Wschodnioazjatycka Konferencja Giełd Papierów Wartościowych (EASEC). Głównymi celami Federacji są: zacieśnianie więzi pomiędzy giełdami papierów wartościowych w regionie – członkami Federacji, wzajemna wymiana informacji oraz promocja dobrej współpracy między  nimi.

## Członkowie
- Australian Stock Exchange Ltd.
- Hong Kong Exchanges and Clearing(inne języki) Ltd.
- Jakarta Stock Exchange
- Hochiminh Stock Exchange
- Korea Exchange
- Bursa Malaysia
- BSE The Stock Exchange, Mumbai
- Mongolian Stock Exchange
- Indyjska Narodowa Giełda Papierów Wartościowych
- New Zealand Exchange Limited
- Osaka Securities Exchange Co., Ltd.
- Filipińska Giełda Papierów Wartościowych
- Szanghajska Giełda Papierów Wartościowych
- Shenzhen Stock Exchange
- Giełda Papierów Wartościowych w Singapurze
- Surabaya Stock Exchange
- Taiwan Stock Exchange Corp.
- The Stock Exchange of Thailand
- Tokijska Giełda Papierów Wartościowych